# Divizia Albastră Spaniolă
Divizia Albastră (în limbile spaniolă: División Azul, germană: Blaue Division), ori Divizia de infanterie nr. 250, a fost o unitate de voluntari spanioli care au luptat în  armata germană pe  frontul de răsărit al celui de-al doilea război mondial.

## Origini
Deși Generalísimo Francisco Franco nu a implicat Spania în al doilea război mondial de partea Germaniei Naziste, în ciuda faptului că venise la putere cu ajutorul italo-german, el a lăsat voluntarii să se alăture Wehrmachtului, doar cu condiția ca ei să lupte exclusiv împotriva bolșevismului pe frontul de răsărit. În felul acesta, Franco putea păstra statutul de neutralitate, în același timp plătindu-și datoriile către Adolf Hitler, care-l ajutase prin trimiterea pe frontul războiului civil a Legiunii Condor. Ministrul de externe spaniol, Ramón Serrano Súñer, a făcut sugestia de recrutare a unui corp de voluntari, care să fie trimiși în sprijinul germanilor, conducătorului statului spaniol, care, la rândul lui, a trimis o ofertă oficială la Berlin. 
Hitler a aprobat folosirea voluntarilor spanioli pe  24 iunie 1941. Numeroși voluntari s-au dus să se înroleze la toate birourile de recrutare din principalele orașe spaniole. Cadeții de la școala de ofițeri din Zaragoza în număr foarte ridicat. La început, guvernul spaniol era gata să trimită până la 4.000 de voluntari, dar s-a dovedit că peste 18.000 de bărbați se oferiseră voluntari, 
2.612 ofițeri și 15.492 soldați, suficienți pentru a forma o divizie.
Aproape jumate dintre ofițerii și subofițerii erau soldați profesioniști, mulți dintre ei veterani ai războiului civil. Ceilalți erau ofițeri și subofițerii de rezervă, membri ai Falangei (Partidul Fascist Spaniol). Unii dintre voluntari s-au simțit obligați să participe la război datorită fostelor legături cu Republica, ori – așa cum este cazul viitorului regizor de cinema Luis García Berlanga – pentru a-și ajuta rudele din pușcăriile franchiste. 
Generalul Agustín Muñoz Grandes a fost numit să-i conducă pe acești voluntari. Deoarece soldații nu puteau folosi uniformele oficiale ale armatei spaniole, ei au adoptat o uniformă simbolică formată din berete roșii ale carliștilor, pantaloni kaki folosiți de Legión Española și cămăși albastre ale falangiștilor – de unde și porecla "División Azul (Divizia Albastră)". Această uniformă a fost folosită numai la plecarea voluntarilor din Spania, pe front ei au purta uniformele gri ale Wehrmachtului, cu o insignă pe mâneca stângă a vestonului pe care era scris cuvântul "España" pe fondul culorilor naționale spaniole.

## Desfășurarea forțelor și participarea la lupte

### Instruirea și organizarea Diviziei Albastre în Germania
Pe 13 iulie 1941, primul tren cu voluntari a părăsit Madridul cu direcția Grafenwohr, Bavaria pentru cinci săptămâni de instrucție. Aici, forțele spaniole au fost reorganizați ca Divizia a 250-a de infanterie și au fost împărțiți la început în patru regimente de infanterie. După o vreme, unul dintre aceste regimente a fost dispersat printre celelalte trei, care au primit nume ale unor orașe spaniole: Barcelona, Valencia și Sevila. Fiecare regiment avea câte trei batalioane, (de câte patru companii fiecare), și câte două companii de rezervă. A mai fost format un regiment de artilerie cu două batalioane (cu trei baterii) și un escadrilă de aviație (Escuadrilla Azul), care folosea avioane Bf 109 și FW 190. Aviatorii spanioli au doborât cel puțin 156 de avioane inamice. 

### Deplasarea pe frontul de răsărit (august – octombrie 1941)
După depunerea jurământului militar pe 20 august, prin care se obligau să lupte cu comunismul, Diviziei Albastre i-au fost repartizate obiectivele de luptă. Ei au fost destinați să facă parte din Grupul de Armate Centru, care înainta spre Moscova. Divizia a fost transportată cu trenul la Suwalki – Polonia (28 august), de unde au continuat să se deplaseze pe jos într-un marș de 900 km. Ei ar fi trebuit să călătorească prin Grodno (Belarus), Lida (Belarus), Vilnius (Lituania), Molodecino (Belarus), Minsk (Belarus), Orșa (Belarus) până la Smolensk și de aici pe frontul de la Moscova. În timp ce se deplasau spre Smolensk, pe 26 septembrie, voluntarii spanioli au fost redirecționați spre Vitebsk. Ei au fost redistribuiți Grupului de Armate Nord, fiind repartizați Armatei a 16-a germană, care asediau Leningradul. 
Motivul pentru care spaniolii au fost obligați să străbată o distanță atât de mare pe jos este neclar. S-a presupus că germanii au încercat să folosească acel marș pentru a-i disciplina pe spanioli, care nu se ridicaseră la standardele germane în timpul perioadei de instrucție. 

### Volhov (octombrie 1941 – august 1942)
I
Spaniolii au fost repartizați în regiunea frontului de la Volhov, cu cartierul general la Grigorovo, în suburbiile Novgorodului. Spaniolii erau responsabili de o secțiune de 50 km a frontului pe malurile râului Volkov și ale lacului Ilmen.

### Leningrad (august 1942 – octombrie 1943)
În august 1942 spaniolii au fost transferați de pe flancul nordic pe cel sud-estic al frontului Leningradului, la sud de Neva, lângăPușkin, Kolpino și Krasnîi Bor. 
Divizia Albastră a luptat la Leningrad, unde a suferit pierderi grele, atât din cauza frigului, cât și a acțiunilor inamicului. Franco a trimis întăriri, care nu au inclus doar voluntari ci și soldați mobilizați. În total, aproximativ 45.000 de soldați spanioli au luptat prin rotație pe frontul de răsărit. Ei au fost decorați cu medalii și ordine spaniole și germane și a fost singura divizie care a fost decorată de Hitler. 
După înfrângerea germanilor în bătălia de la Stalingrad, numeroase trupe germane au fost trimise pe frotul de sud. După acest moment, generalul Emilio Esteban Infantes a preluat efectiv comanda Diviziei Albastre.

## Dizolvarea División Azul și apariția Legión Azul
Până în cele din urmă, Aliații și spaniolii anglofili au început să facă presiuni asupra lui Franco pentru retragerea trupelor spaniole de pe front. Franco a început negocieri în primăvara anului 1943 și a dat ordinul de retragere al Diviziei Albastre pe 10 octombrie același an. 
Unii dintre soldații spanioli au refuzat să părăsească frontul. Deși în rândul spaniolilor a circulat zvonul că în mod neoficial Franco este de acord cu rămânerea lor pe frontul antisovietic atâta vreme cât numărul lor rămâne sub 1.500, guvernul de la Madrid i-a amenințat pe 3 noiembrie  pe cei care nu se supuneau ordinului de reîntoarcere în țară că, dacă rămân să lupte pe front, li se va retrage naționalitatea. (În fapt era vorba de pierderea cetățeniei, dar în acea perioadă nu de făce vreo deosebire între cetățenie și naționalitate). Până în cele din urmă, cei care au refuzat să se supună ordinului de reîntoarcere în patrie au fost în număr de aproape 3.000 de oameni. Spaniolii au fost admiși în alte unități spaniole, în principal în Waffen-SS. Un număr de voluntari au trecut ilegal graniță în Franța ocupată la Lourdes și au format o nouă unitate militară: Legiunea Albastră (Legión Azul).
Pentru început, spaniolii au fost încadrați în Divizia a 121-a de infanterie, dar și această mică forță armată a primit ordinul de reîntoarcere în patrie în martie 1944 și au fost transportați în țară pe 21 martie. Cei care totuși nu au dorit nici acum să se reîntoarcă în Spania, au fost încadrați în unități germane. 
Plutoane de spanioli au fost încadrați în Divizia a 3-a Gebirgs și în Divizia a 357-a de infanterie. O subunitate a fost trimisă în Letonia. Două companii s-au alăturat Regimentului Brandemburghez și Diviziei a 121 în Iugoslavia pentru a lupta împotriva partizanilor lui Tito. Cam 50 de fasciști spanioli au luptat în Munții Pirinei împotriva Rezistenței franceze. 
Companuia a 101-a Spanische-Freiwilligen Kompanie der SS 101 (140 de soldați) a fost atașată Diviziei a 28-a de grenadieri voluntari Wallonien, au participat la luptele din Pomerania și din Berlin, până în ultimele zile ale războiului. 
Totalul spaniolilor membri ai Diviziei Albastre căzuți în luptele de pe frontul de răsărit este de 4.954, iar al celor răniți de 8.700. În afară de aceștia, 372 de spanioli membri ai Diviziei Albastre, Legiunii Albastre sau ai Spanische-Freiwilligen Kompanie der SS 101 a fost luați prizonieri de Armata Roșie. Dintre aceștia, 286 au fost ținuți prizonieri până în 1954, când s-au reîntors în patrie la bordul unui vapor sub pavilionul Crucii Roșii. 
Faptele de arme ale voluntarilor spanioli din Divizia Albastră au fost disproporționat de mari în comparație cu numărul de luptători și slaba dotare cu armament de care au dispus aceștia. Convingerile politice ferme și fanatismul militar prin care s-au distins voluntarii spanioli au fost remarcate de autoritățile militare germane. Spaniolii au fost decorați cu două Cruci de Cavaler cu Frunze de Stejar, două Cruci de Aur, 138 de Cruci de Fier clasa I, 2.359 clasa a II-a și 2.216 Cruci ale Meritului de Război cu Spade. 

## Influența Diviziei Albastre în istoria Armatei Spaniole
Deși subiectul este încă puțin documentat și insuficient cercetat, faptul că mulți (dacă nu cea mai mare parte) a ofițerilor superiori ai Armatei Spaniole în deceniile al șaptelea și al optulea luptaseră în División Azul a avut o influență importantă procesul de democratizare al țării de la sfârșitul deceniului al optulea. Mulți dintre generalii care au fost implicați în tentativa de lovitură de stat din 23 februarie 1981, atât de partea complotiștilor cât și de partea loialiștilor, fuseseră membri ai Diviziei Albastre în cel de-al doilea război mondial.

### Crucea catedralei Sfânta Sofia din Novgorod
În anul 2004 guvernul spaniol a returnat orașului de origine crucea Catedralei Sfânta Sofia din Veliki Novgorod. Crucea căzuse în timpul unuia dintre bombardamentele asupra orașului, în acea perioadă lăcașul de cult fiind sediul cartierului general al Diviziei Albastre. Crucea fusese dusă în Spania, mai întâi la Burgos, iar după aceea la Academia de Ingineri ai Armatei Spaniole în Hoyo de Manzanares, lângă Madrid.See news item